# Padzani
Padzani ist ein Fluss auf Anjouan, einer Insel der Komoren in der Straße von Mosambik.

## Geographie
Der Fluss entspringt am Südhang des Berges Hataouilou im Westen von Anjouan. Er verläuft nach Süden zwischen den Siedlungen von Salamani, Dzindri Mtsangani sowie Dzindri. Er mündet bald in die Straße von Mosambik.
Östlich schließt sich das Einzugsgebiet des Agogo an.